# 위다웃 에비던스
위다웃 에비던스(Without Evidence)는 미국에서 제작된 길 데니스 감독의 1996년 스릴러, 드라마 영화이다. 안젤리나 졸리 등이 주연으로 출연하였고 사라 블레처 등이 제작에 참여하였다.

## 출연

### 주연
- 안젤리나 졸리

### 조연
- 스콧 플랭크
- 안나 건
- 앤드루 프라인
- 폴 페리
- 크리스틴 페킨파
- 앨런 노즈
- 크리스 마스트랜드리
- 대니 브루노
- 어니 가렛
- 에릭 헐
- 에드 콜리어
- 제프 프라이시어
- 마이클 루소
- 제이슨 톰린스
- W. 얼 브라운
- 크리스 넬슨 노리스
- 엘렌 휠러
- 웰리 댈튼
- 마이클 피셔-월쉬
- 토비아스 앤더슨
- 조셉 버크
- 조 아이비
- 그레첸 코벳
- 메리 마쉬
- 톰 타피

## 제작진
- 공동제작: 거스 홀저
- 조감독: 거스 홀저
- 조감독: 피터 밴더월
- 의상: 마릴린 월-애시
- 배역: 주디 커트니